# Grupo carbamoilo

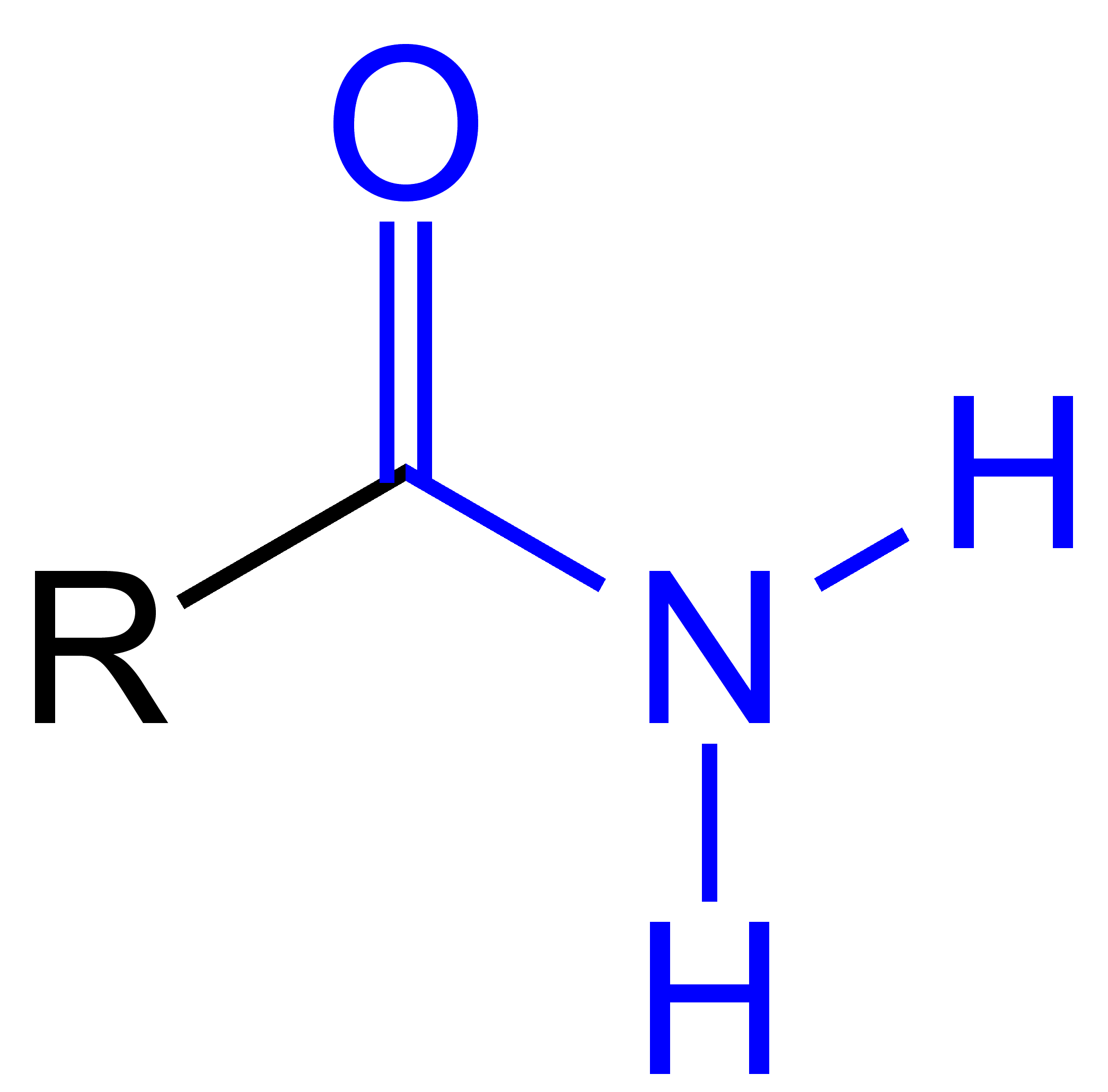
Amida con el grupo carbamoilo marcado en azul.

El grupo carbamoilo es, en química, un nombre para la agrupación atómica -CO-NH2 en nombres sistemáticos de acuerdo con la Regla C-431.2 de IUPAC.
Una característica estructural particular de tales compuestos es la rotabilidad notablemente limitada del enlace C-N. En promedio, el enlace C-N tiene solo 132 pm de longitud, lo que indica un carácter de doble enlace resultante de la interacción del par de electrones no unidos del átomo de nitrógeno con el grupo carbonilo.
Debido a la deslocalización del par de electrones no enlazantes del átomo de nitrógeno al grupo carbonilo, los compuestos que contienen carbamoilo no son básicos, sino que tienen valores de pKa alrededor de 15, son débilmente ácidos.
En los péptidos, el grupo carbamoilo se abrevia a Cbm–.

## Ejemplos donde está presente este grupo.
- El carbamoilcarbamato (biuret) contiene dos grupos carbamoilo en una molécula[3]
- 1-Carbamoilguanidina
- Ácido o-carbamoilfenoxiacético, un ingrediente de la pomada para el tratamiento de la superficie del reumatismo articular y muscular, neuralgia y ciática[4]

## Diferenciación con las amidas de ácido carboxílico
La amida del ácido acético es una amida del ácido carboxílico (a menudo llamada "amida" para abreviar) y contiene un grupo carbamoilo. La amida del ácido N-metilacético y la amida del ácido N, N-dimetilacético también pertenecen a las amidas del ácido carboxílico, pero ambas no contienen grupo carbamoilo.